# Fortunato Pio Castellani
Pour les articles homonymes, voir Castellani.
Fortunato Pio Castellani (Rome, 6 mai 1794  -  1er janvier 1865), est le fondateur de l'atelier Castellani, spécialisé dans la restauration  d'orfèvrerie étrusque, qui fut impliqué au XIXe siècle, dans les faux étrusques  de la collection Campana acquise par Napoléon III pour le Louvre.

## Biographie
Dès 1814 il travailla avec son père, orfèvre à Rome, où il fut également l'auteur de pièces en niellage. Dès les années 1820 il s'intéressa au renouveau de l'intérêt créé pour les objets classiques. Il abandonna la joaillerie contemporaine pour la restauration d'objets anciens, ce qui lui fit rencontrer le marquis Giampietro Campana et Michelangelo Caetani avec qui il s'associa pour son propre atelier (1826).

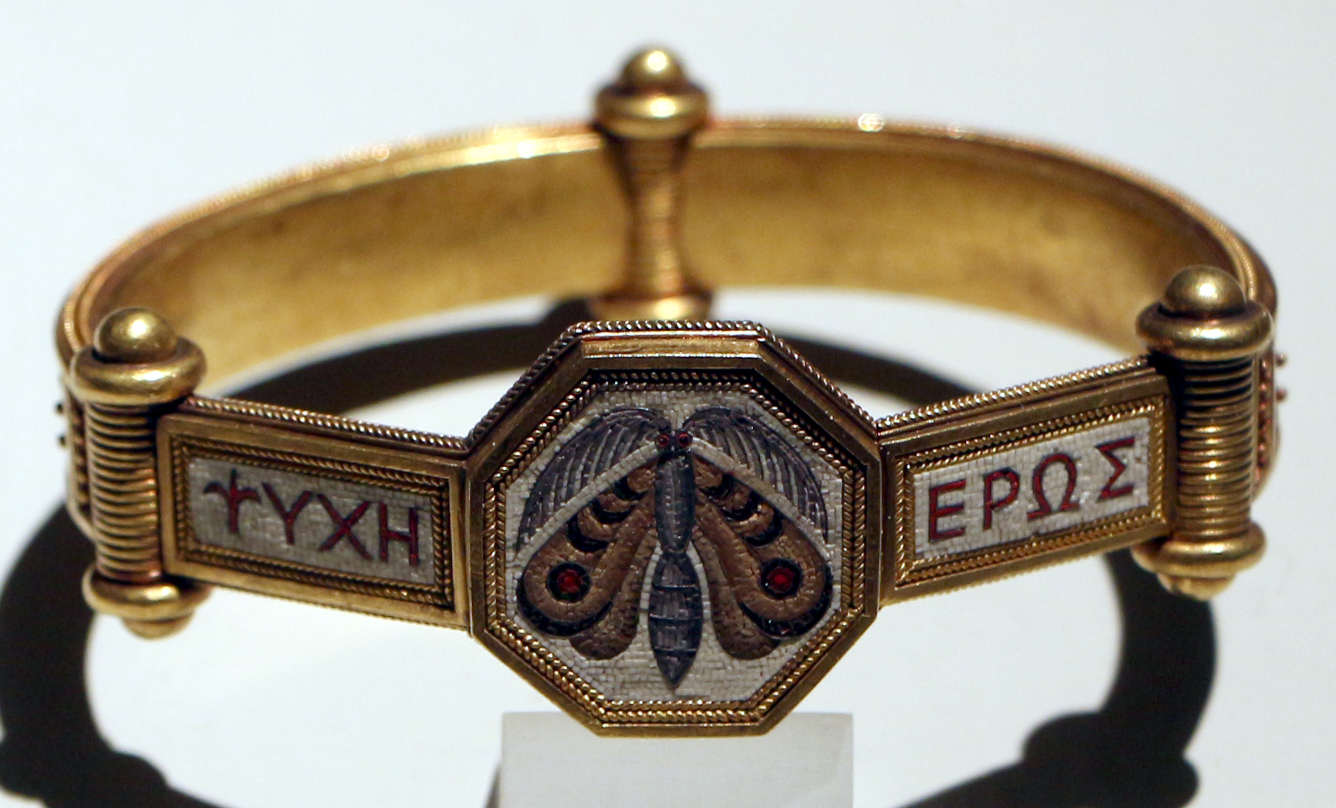
Ori Castellani, XIX secolo, bracciale con micromosaico, Villa Giulia

En 1836, les tombes Regolini-Glassi furent mises au jour et les autorités papales l'invitèrent pour en étudier les bijoux.  Dans les années 1840 et 1850, avec ses fils Alessandro (1824-1883)  et Augusto (1829-1914), ils accédèrent aux collections  acquises par le marquis Campana et entreprirent d'en analyser les détails. Cela leur permit de mettre au point des techniques proches des savoir-faire étrusques (en particulier de granulation de l'or).
L'atelier était ainsi coutumier de pastiches étrusques (copies avouées) pour le marché romain de la bijouterie, mais les soi-disant bijoux étrusques restaurés de la collection Campana de bijoux antiques en 1861, n'étaient en fait que des assemblages par des fils d'or de conception moderne d'éléments antiques prélevés sur des boucles d'oreille.
L'atelier ouvrit des succursales à Paris et Londres à partir de 1853 lorsque Fortunato Pio Castellani confia sa direction à son fils aîné Alessandro  puis à son fils cadet Augusto. Alfredo, le fils d'Augusto, qui prit la suite, mourut en 1930.
Les bijoux « à l'étrusque » des Castellani figurent dans de nombreux musées du Monde (Cleveland Museum of Art, ...).